# William W. Venable

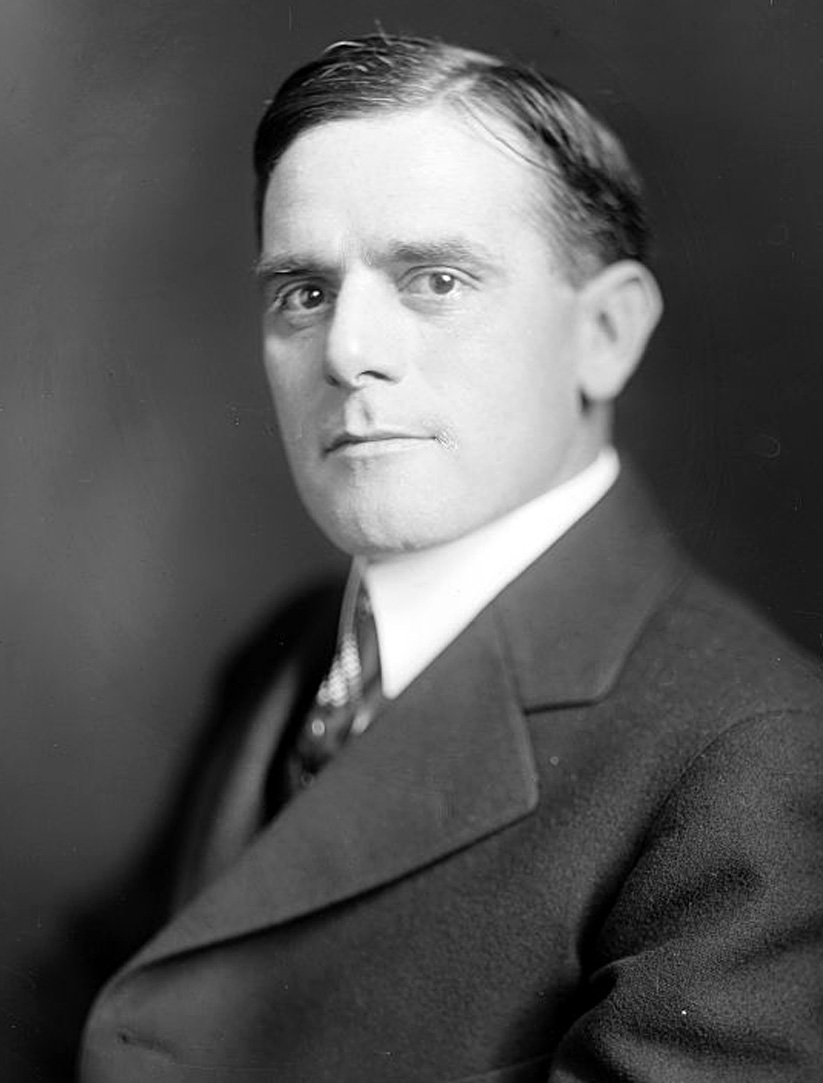
William W. Venable

William Webb Venable (* 25. September 1880 in Clinton, Mississippi; † 2. August 1948 in New Orleans, Louisiana) war ein US-amerikanischer Politiker. Zwischen 1916 und 1921 vertrat er den fünften Wahlbezirk des Bundesstaates Mississippi im US-Repräsentantenhaus.

## Werdegang
In seiner Jugend zog William Venable mit seinen Eltern nach Memphis in Tennessee. Er kehrte aber schon 1891 nach Clinton zurück, wo er öffentliche und private Schulen besuchte. Im Jahr 1898 absolvierte er das Mississippi College in Clinton. Danach war er bis 1899 an der University of Mississippi in Oxford. Nach einem Jurastudium an der Cumberland University in Lebanon (Tennessee) und seiner 1905 erfolgten Zulassung als Rechtsanwalt begann er in Meridian in diesem Beruf zu arbeiten. Zwischen 1910 und 1915 war Venable Bezirksstaatsanwalt im Lauderdale County. Zwischen 1915 und 1916 fungierte er als Richter im zehnten Gerichtsbezirk.
Venable war Mitglied der Demokratischen Partei. Nach dem Tod des Kongressabgeordneten Samuel Andrew Witherspoon wurde er bei der fälligen Nachwahl im fünften Distrikt von Mississippi als dessen Nachfolger in das US-Repräsentantenhaus in Washington, D.C. gewählt. Nachdem er bei den folgenden zwei regulären Kongresswahlen in seinem Amt bestätigt wurde, konnte Venable zwischen dem 4. Januar 1916 und dem 3. März 1921 im Kongress verbleiben. In diese Zeit fielen die amerikanische Teilnahme am Ersten Weltkrieg, die bundesweite Einführung des Frauenwahlrechts und die Verabschiedung des Prohibitionsgesetzes.
Nachdem er für die Wahlen des Jahres 1920 von seiner Partei nicht mehr nominiert worden war, arbeitete Venable wieder als Anwalt. Er hat bis zu seinem Tod im Jahr 1948 keine weiteren politischen Ämter mehr ausgeübt, war aber Präsident der Anwaltskammer von Mississippi.